# Інститут голів держадміністрацій в Україні
Інститу́т голі́в держадміністра́цій в Украї́ні, Голова державної адміністрації (у побутовому мовленні також — губернатор, намісник) — інституція виконавчої влади в Україні, представників Президента на місцях.

## Законодавчий статус
Обласні та місцеві державні адміністрації діють на підставі Закону України «Про місцеві державні адміністрації», затвердженого Верховною Радою України 9 квітня 1999 року.

## Основні завдання
Місцеві державні адміністрації в межах відповідної адміністративно-територіальної одиниці забезпечують:
- 1) виконання Конституції, законів України, актів Президента України, Кабінету Міністрів України, інших органів виконавчої влади вищого рівня;
- 2) законність і правопорядок, додержання прав і свобод громадян;
- 3) виконання державних і регіональних програм соціально-економічного та культурного розвитку, програм охорони довкілля, а в місцях компактного проживання корінних народів і національних меншин - також програм їх національно-культурного розвитку;
- 4) підготовку та схвалення прогнозів відповідних бюджетів, підготовку та виконання відповідних бюджетів;
- 5) звіт про виконання відповідних бюджетів та програм;
- 6) взаємодію з органами місцевого самоврядування;
- 7) реалізацію інших наданих державою, а також делегованих відповідними радами повноважень.

## Повноваження
До відання місцевих державних адміністрацій належить вирішення питань:
- 1) забезпечення законності, охорони прав, свобод і законних інтересів громадян;
- 2) соціально-економічного розвитку відповідних територій;
- 3) бюджету, фінансів та обліку;
- 4) управління майном, приватизації, сприяння розвитку підприємництва та здійснення державної регуляторної політики;
- 5) промисловості, сільського господарства, будівництва, транспорту і зв’язку;
- 6) науки, освіти, культури, охорони здоров’я, фізкультури і спорту, сім’ї, жінок, молоді та дітей;
- 7) використання землі, природних ресурсів, охорони довкілля;
- 8) зовнішньоекономічної діяльності;
- 9) оборонної роботи та мобілізаційної підготовки;
- 10) соціального захисту, зайнятості населення, праці та заробітної плати.